# Choque em arco

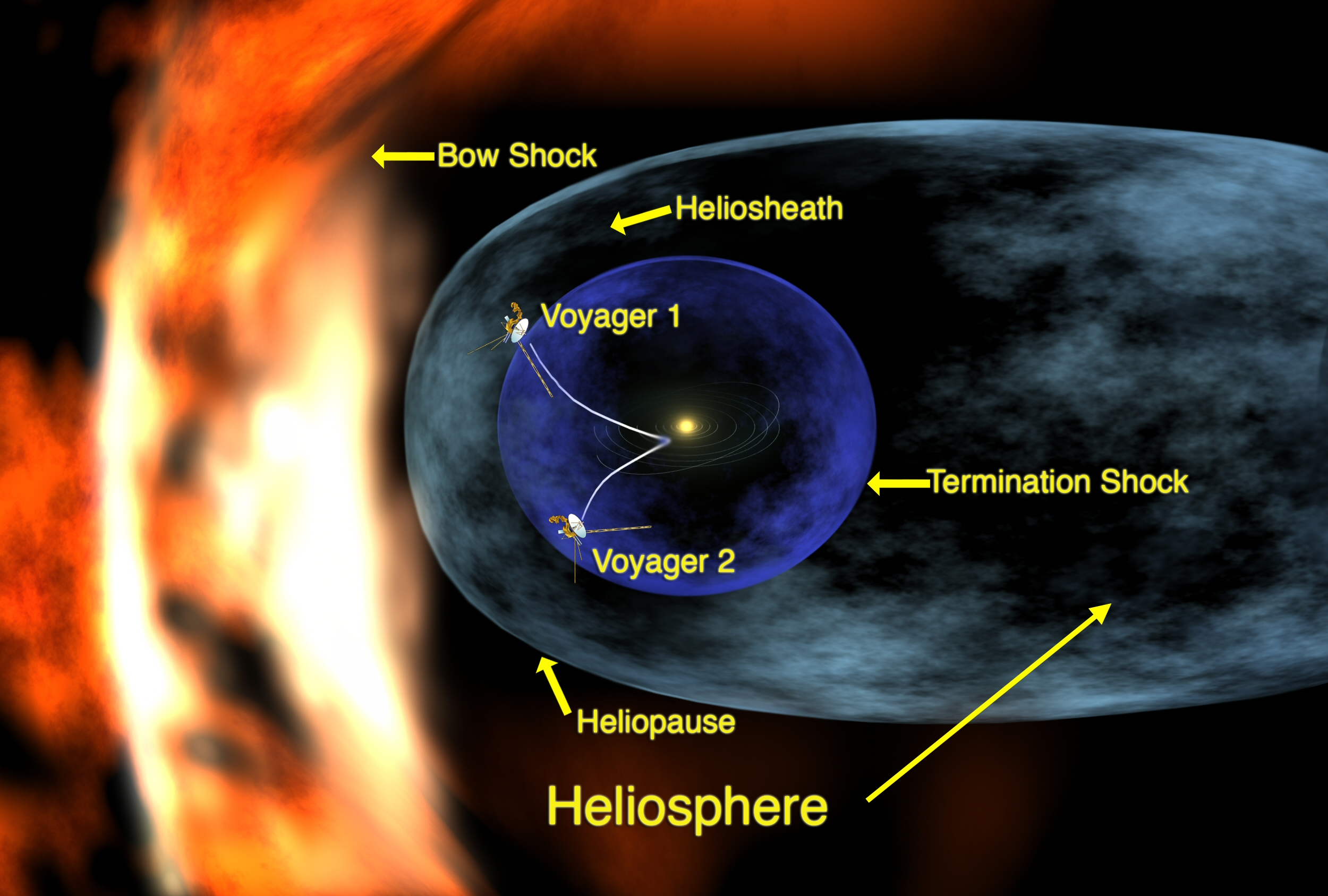
A região do bow shock causada pelo Sol à medida em esta move-se entre o meio interestelar. A intensidade da região é exagerada. Note a localização das sondas espaciais Voyager 1 e Voyager 2.

O choque em arco (em inglês bow shock) é a área entre uma magnetosfera e um meio ambiente. Para estrelas, isto tipicamente ocorre no limite entre o vento estelar e meio interestelar.
Em uma magnetosfera planetária, o bow shock é a região onde a velocidade do vento solar diminui abruptamente devido à magnetopausa planetariana. A região de bow shock na Terra está localizada a cerca de 90 mil quilômetros acima da Terra, possuindo cem a mil quilômetros de espessura.